# Junkers Jumo 213
Junkers Jumo 213 var en tysk flygmotor tillverkad av Junkers Flugzeug- und Motorenwerke AG under andra världskriget.

## Användning
- Junkers Ju 388
- Focke-Wulf Fw 190
- Focke-Wulf Ta 152
- Junkers Ju 188